# Marsh Harbour
Marsh Harbour je největším městem ve skupině ostrovů Abaco v souostroví Bahamy v Karibském moři. Je domovem pro více než 5000 obyvatel a významným loďařským centrem. V roce 1960 se stal Marsh Harbour administrativním centrem celého seskupení (dříve Hopetown na Elbow Cay) a dnes slouží i jako nákupní centrum pro všechny ostrovy v blízkém okolí. Nachází se zde centrální poštovní úřad, knihkupectví a mnoho cestovních kanceláří.
Město leží na největším z ostrovů Great Abaco, je situováno na poloostrově poblíž jedné z místních nejrušnějších tepen silničního provozu Great Abaco Highway (která vede na jih do Cherokee Point a Little Harbour). Na sever od města se cesta mění v S.C. Bootle Highway.
Ve městě se nachází významné letiště Marsh Harbour Airport (IATA: MHH, ICAO: MYAM).